# Aquileo
Aquileo (griego antiguo Ἀχίλλειον, Achilleion) fue una antigua ciudad griega de la Tróade, situada en la entrada del Helesponto. Su epónimo, el héroe Aquiles, se decía estaba enterrado en el área de la ciudad. Fue fundada por colonos de Mitilene y posteriormente reconstruida por los atenienses en el sitio en el que se estableció su flota en el cabo Sigeo.
Durante largo tiempo los atenienses, con base en Sigeo, y los mitileneos, con la suya en Aquileo, estuvieron en guerra; en concreto, de 610 a 600 a. C. y de 545 a 540 a. C.
Estrabón acusa de mentir a Timeo, cuando afirma que las piedras con las que construyó Periandro las murallas de Aquileo procedían de Ilión, dice que fueron los mitileneos los que las levantaron. Informa el geógrafo que Aquileo es un pequeño asentamiento donde se encuentra la tumba de Aquiles.
Había otra ciudad llamada Aquileo en Jonia que es citada por Jenofonte en las Helénicas.
El geógrafo bizantino Esteban de Bizancio menciona además de la ciudad de Aquileo, la vecina de Sigeo, otras dos poblaciones del mismo nombre, una en Sicilia y la otra en Mesenia. Cita también un fuerte llamado Aquileo junto a Esmirna.
Según Aristóbulo de Casandrea, en Mileto había una fuente denominada Aquileo.
Estrabón hace referencia a una aldea de nombre Aquileo, situada en la parte asiática del Bósforo Cimerio.